# خان اسپرخ
خان اَسپَرُخ بزرگ‌ترین کشتی حمل مایعات ساخت بلغارستان بود که در مالکیت و بهره‌برداری شرکت ناوی‌بولگار قرار داشت.
طول کلی این کشتی ۲۲۴ متر (۷۳۴ فوت ۱۱ اینچ) و آبخور آن ۱۵٫۵ متر (۵۰ فوت ۱۰ اینچ) بود. این نفت‌کش مجهز به موتور «۸RND-90 Sulzer Cegielski» با قدرتی معادل ۱۷٬۳۰۰ کیلووات (۲۳٬۲۰۰ اسب بخار) بود. ظرفیت آن ۱۰۰٬۰۰۰ تُن اعلام شده‌است.
ساخت این کشتی در سال ۱۹۷۴ در کشتی‌سازی وارنا آغاز شد و بر پایهٔ پروژه‌ای از مؤسسهٔ طراحی کشتی‌سازی شهر وارنا و به سرپرستی مهندس طراح «تاشو پوپوف» انجام گرفت. نخستین نفت‌کش ۱۰۰٬۰۰۰ تُنی ساخت بلغارستان در ۲۴ مارس ۱۹۷۶ آب‌اندازی شد. نخستین ناخدا و سرمکانیک این کشتی به‌ترتیب «ویدیو ویدف» و «پتر تساپرکوف» بودند.
این کشتی تا سوم دسامبر ۲۰۰۳ در ناوگان ناوی‌بولگار باقی ماند و سپس برای اوراق‌سازی کشتی به الانگ هند فروخته شد.